# Homoeomma nigrum
Homoeomma nigrum là một loài nhện trong họ Theraphosidae.
Loài này thuộc chi Homoeomma. Homoeomma nigrum được Charles Athanase Walckenaer miêu tả năm 1837.